# Franco Cherchi
Franco Cherchi (Portoscuso, 25 gennaio 1958) è un ex pugile e allenatore di pugilato italiano, Campione d'Europa dei pesi mosca nel 1985. Oggi segue ed allena vari atleti italiani.

## Carriera

### Pugile
Franco Cherchi disputò un'interessante carriera dilettantistica, conquistando tre volte (1977-1978 e 1979) il titolo italiano dei pesi mosca.
Debuttò al professionismo nel 1980 e combatté  fino al 1987. Gli fu attribuito il soprannome di El Rapido per la sua presunta velocità di azione e per la rapidità e prontezza nel capire l'avversario.
A novembre 1982 conquistò la cintura italiana dei pesi mosca sul ring di Trezzano sul Naviglio battendo il napoletano Ciro De Leva. Nel 1985 conquistò il titolo europeo.
Dei 30 incontri (di cui 27 vittorie - 5 per KO e 3 sconfitte) che disputò un po' in Italia, i più memorabili furono con Alain Limarola, Lorenzo Martinez Pacheco e con l'inglese Charlie Magri. Quest'ultimo, già campione europeo a spese di Franco Udella e mondiale WBC, lo batté due volte prima del limite, in entrambi i casi con in palio la cintura continentale dei mosca.
A partire dal 1987 iniziò la sua carriera di allenatore professionista.

### Allenatore
È stato allenatore di pugili quali Gianluca Branco fratello di Silvio Branco, il campione europeo dei pesi superleggeri Michele Di Rocco e Luca Giacón, detentore del titolo Continental WBA dei pesi superleggeri.
È un maestro certificato dalla Federazione Pugilistica Italiana e oggi svolge l'attività di allenatore pugili professionisti, agonisti e dilettanti presso la palestra di famiglia a Milano.

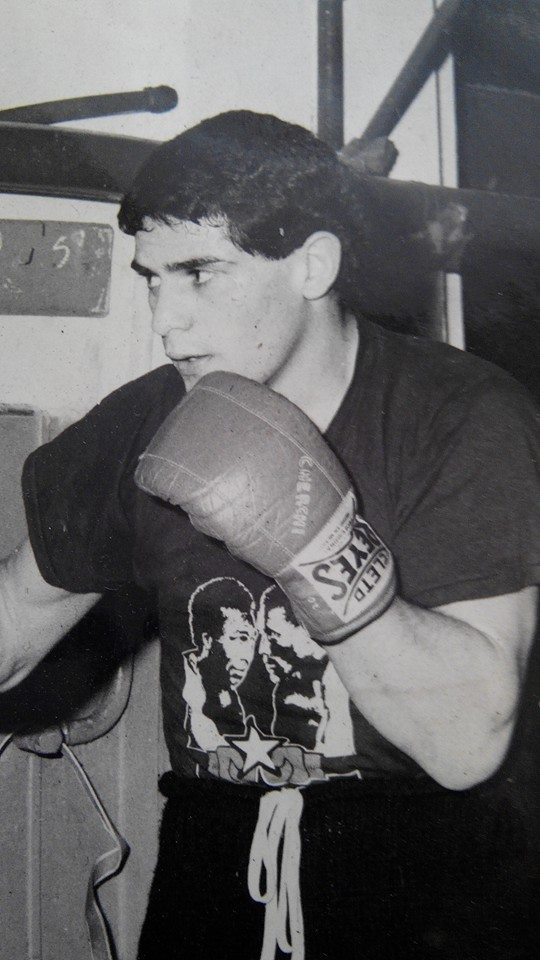
Franco Cherchi - gli anni da pugile
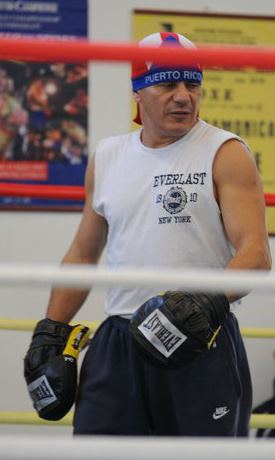
Franco Cherchi - trainer
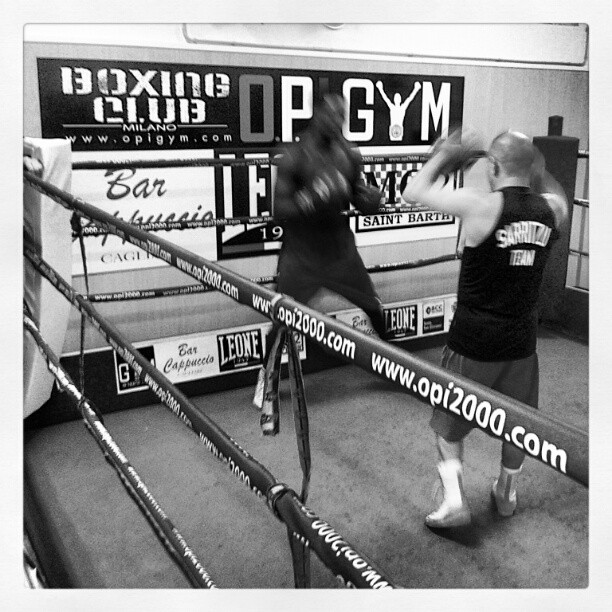
Franco Cherchi e l'allenamento dei professionisti
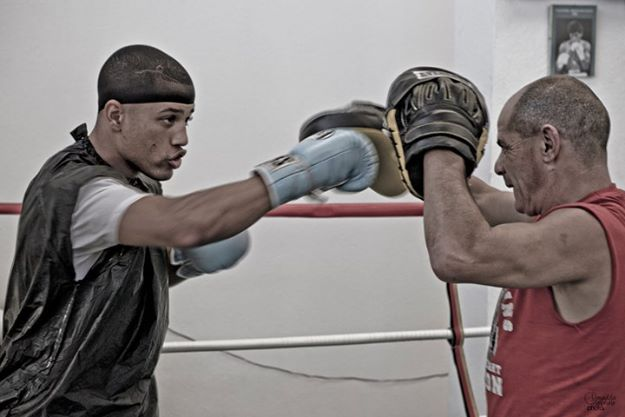
Franco allena Luca Giacon